# 앤티 맘
《앤티 맘》(Auntie Mame)은 미국에서 제작된 모턴 다코스타 감독의 1958년 영화이다. 로사린드 러셀 등이 주연으로 출연하였고 모턴 다코스타 등이 제작에 참여하였다.

## 줄거리
1928년 아버지 에드윈이 갑작스럽게 사망하여 고아가 된 패트릭 데니스는 맨해튼에 있는 그의 고모 메임 데니스의 보호를 받게 된다. 메임은 화려하고 활기찬 성격으로, 술에 자주 취하는 여배우 베라 찰스, 나체주의 운동을 하는 진보적인 학교를 운영하는 아카시우스 페이지, 그리고 책 출판사이자 헌신적인 구혼자인 린제이 울시를 포함한 다양한 손님들과 자유분방한 친구들을 자주 초대하여 파티를 연다. 빠르게 패트릭에게 모성애를 느끼게 된 메임은 그에게 가능한 한 넓은 시야를 보여주려 한다. 패트릭의 유산은 매우 보수적인 니커보커 은행의 수탁자인 드와이트 바브콕이 관리하는데, 그는 에드윈의 유언에 따라 메임의 자유로운 영향을 억제하기 위해 임명되었다. 바브콕 몰래 메임은 패트릭을 페이지의 학교에 등록시킨다. 이 사실이 발각되자 바브콕은 패트릭을 자신의 모교 기숙 학교에 강제로 등록시키고, 메임이 휴일과 여름을 제외하고는 조카를 만나지 못하게 한다.
1929년 월스트리트 대폭락으로 메임이 파산하자, 그녀는 베라와 함께 연기 활동을 시도하지만, 작은 역할임에도 불구하고 메임의 과장된 연기는 대참사를 일으킨다. 그 후 그녀는 여러 직업을 전전하지만 모두 비참하게 끝난다. 메이시스 백화점 판매원으로 일하던 중, 메임은 남부 석유 재벌 보레가드 잭슨 피켓 번사이드를 만난다. 보레가드는 고아들을 위한 대량 장난감 주문을 제대로 처리하지 못해 해고당한 메임의 어려움을 덜어주기 위해 그녀를 찾아온다. 두 사람은 서로에게 반하고, 보레가드는 메임을 자신의 저택으로 초대하는데, 그곳에서 그의 옛 약혼녀인 샐리 케이토 맥두걸이 메임을 통제 불능의 말에 태워 살해를 시도한다. 메임과 보레가드는 결혼하여 광범위한 신혼여행을 위해 전 세계를 여행한다. 메임은 패트릭과 계속 편지를 주고받으며 바브콕이 그를 더 관습적인 성격으로 만들고 있음을 알리고, 패트릭은 주기적으로 그들과 합류한다. 1937년 보레가드가 마터호른산을 등반하던 중 사망한 후, 이제 부유한 미망인이 된 메임은 오랫동안 애도 기간을 가진 후 집으로 돌아와 이제 성인이 된 패트릭이 그녀에게 딕터폰, 타자기, 그리고 비서인 아그네스 구치를 주었음을 알게 된다. 패트릭과 베라, 린제이는 메임에게 자서전을 쓰도록 설득하지만, 공동 작업자/대필작가인 브라이언 오배니언을 섭외하는데, 그는 빠르게 돈벌이에만 관심이 있음을 증명한다.
패트릭은 메임에게 자신이 마운트뱅크라고 불리는 코네티컷주의 "제한된" 지역 출신으로 바브콕이 승인한 글로리아 업슨과 약혼했다고 발표한다. 처음에는 패트릭의 성격 변화에 분노했던 메임은 그를 기쁘게 하기 위해 마음을 누그러뜨린다. 그녀는 또한 아그네스를 자신의 대역으로 파티에 보내고, 오배니언에게 아그네스가 비밀 상속녀라고 거짓말을 하여 오배니언의 구애 시도를 방해한다. 술에 취한 아그네스가 돌아오자, 그녀는 그날 밤을 거의 기억하지 못한다. 그녀는 결혼식 장면이 있는 영화를 보았고, 오배니언이 그녀의 어머니를 만나고 싶어 했지만 서민 동네로 가는 길에 자신을 버렸다고 생각한다. 응석받이이고 편협함이 드러난 글로리아를 만난 후, 메임은 마운트뱅크에 있는 글로리아의 부모님 집인 "업슨 다운스"를 방문한다. 그들이 무례하고 반유대주의적임을 알게 된 메임은 그들과 글로리아를 패트릭, 바브콕, 그리고 여러 친구들과 함께 자신의 아파트에서 저녁 식사 파티에 초대한다.
파티가 열리는 밤, 패트릭은 메임의 새로운 비서 피진을 만나고 두 사람은 서로에게 이끌린다. 아그네스도 그곳에 살고 있는데, 오배니언과의 하룻밤으로 임신했지만 미혼으로 추정된다. 파티 전체는 업슨 가족을 당황시키기 위해 기획되었다. 린제이는 메임의 자서전 초고를 참석자들에게 보여주며 패트릭에게 잊혀졌던 모험들을 상기시킨다. 책의 출간은 오배니언으로부터 자신의 노력에 대한 인세의 절반을 요구하는 전보를 받게 하는데, 그 전보는 또한 그가 그날 밤 아그네스와 결혼했음을 밝힌다. 글로리아가 메임의 친구들을 모욕하자, 패트릭은 오히려 그들을 옹호하고 글로리아의 친구들을 모욕하며 그들의 관계를 끝낸다. 업슨 가족의 경악 속에, 메임은 자신의 인세를 마운트뱅크에 있는 업슨 가족의 재산에 인접하게 지어질 난민 유대인 어린이들을 위한 집에 기부한다. 업슨 가족은 화를 내며 떠난다. 메임은 패트릭의 삶을 조종하려 한 바브콕을 질책하고, 그 또한 떠난다. 1946년, 패트릭과 피진은 결혼하여 아들 마이클을 낳는다. 메임과 마이클은 그의 부모를 설득하여 메임이 아이를 인도로 데려가게 하고, 메임이 마이클에게 그들이 보게 될 모든 경이로운 광경에 대해 이야기하는 것으로 영화는 끝난다.

## 출연

### 주연
- 로사린드 러셀
- 포레스트 터커
- 코럴 브라운

### 조연
- 프레드 클락
- 로저 스미스
- 패트릭 노울즈
- 페기 카스
- 조안나 반스
- 피파 스콧
- 리 패트릭
- 윌라드 워터맨
- 로빈 휴즈
- 코니 길크리스트
- 유키 시모다
- 브룩 바이런
- 캐롤 베아지
- 헨리 브랜든

## 기타
- 미술: 말콤 C. 버트
- 의상: 오리 켈리